# Ferenc Habony
Ferenc Habony (nascido em 26 de fevereiro de 1945) é um ex-ciclista húngaro que competiu no ciclismo nos Jogos Olímpicos de Verão de 1964, representando a Hungria.